# Cirrhochrista perbrunnealis
Cirrhochrista perbrunnealis là một loài bướm đêm trong họ Crambidae.